# Campeonato Mundial de Rugby M19 de 1979
El Campeonato Mundial de Rugby M19 de 1979 se disputó en Portugal y fue la décima primera edición del torneo en categoría M19.

## Equipos participantes
- Selección juvenil de rugby de Alemania Occidental
- Selección juvenil de rugby de España
- Selección juvenil de rugby de Francia
- Selección juvenil de rugby de Italia
- Selección juvenil de rugby de Marruecos
- Selección juvenil de rugby de Portugal
- Selección juvenil de rugby de Rumania
- Selección juvenil de rugby de Túnez
- Selección juvenil de rugby de Unión Soviética
- Selección juvenil de rugby de Yugoslavia

## Posiciones finales
| Pos | Equipo              |
| --- | ------------------- |
|     | Francia             |
|     | Unión Soviética     |
|     | Italia              |
| 4   | España              |
| 5   | Rumania             |
| 6   | Alemania Occidental |
| 7   | Marruecos           |
| 8   | Portugal            |
| 9   | Yugoslavia          |
| 10  | Túnez               |

### Campeón
| Bandera de Francia |
| Campeón Francia    |
| Noveno título      |